# Michele Bush-Cuke
Michele Bush-Cuke, född 3 oktober 1961, är en friidrottare från Caymanöarna. Hon deltog vid olympiska sommarspelen 1988.